# أوكرانيا ضد الاتحاد الروسي (2022)
مزاعم الإبادة الجماعية بموجب اتفاقية منع جريمة الإبادة الجماعية والمعاقبة عليها (أوكرانيا ضد الاتحاد الروسي) هي قضية أمام محكمة العدل الدولية، الجهاز القضائي الرئيسي للأمم المتحدة. تم رفع القضية من قبل أوكرانيا في 26 فبراير 2022 ضد روسيا في أعقاب غزو الأخيرة فيما يتعلق بنزاع يتعلق باتفاقية عام 1948 لمنع جريمة الإبادة الجماعية والمعاقبة عليها.

## التهم
وقدمت أوكرانيا حجتين. أوضح التقرير الأول أنه خلافًا للمزاعم الروسية،  لم تحدث أعمال إبادة جماعية داخل لوهانسك أوبلاست وأوبلاست دونيتسك. نظرًا لأن هذه التأكيدات هي أساس الاعتراف الروسي بجمهورية دونيتسك الشعبية وجمهورية لوغانسك الشعبية، فإن العملية الخاصة اللاحقة غير مبررة. وأكدت أوكرانيا أنه بموجب قرار المحكمة لهذا الأمر، فإنه «سيثبت أن روسيا ليس لديها أساس قانوني لاتخاذ إجراءات في أوكرانيا وضدها بغرض منع أي إبادة جماعية مزعومة ومعاقبة مرتكبيها».
النقطة الثانية تتعلق بادعاءات بأن الحكومة الروسية خططت «لأعمال إبادة جماعية في أوكرانيا» وأكدت أن القوات المسلحة الروسية قامت خلال الغزو بـ «القتل العمد وإلحاق إصابات خطيرة بأفراد من الجنسية الأوكرانية نتيجة فعل الإبادة الجماعية بموجب المادة الثانية» من اتفاقية الإبادة الجماعية.

## الإجراءات
عُقدت جلسات الاستماع الأولية في القضية في 7 مارس 2022 في قصر لاهاي للسلام، مقر المحكمة. ولم يحضر الوفد الروسي لحضور هذه الإجراءات.